# Siphonogobius nue
A Siphonogobius nue a csontos halak (Osteichthyes) főosztályának sugarasúszójú halak (Actinopterygii) osztályába, ezen belül a sügéralakúak (Perciformes) rendjébe, a gébfélék (Gobiidae) családjába és a Gobiinae alcsaládjába tartozó faj.
Nemének egyetlen faja.

## Előfordulása
A Siphonogobius nue előfordulási területe a Csendes-óceán északnyugati felén van. Kizárólag Japán vizeiben található meg.

## Megjelenése
Ennek a halnak a híme legfeljebb 9,2 centiméter, míg a nősténye 8,3 centiméter hosszú.

## Életmódja
Mérsékelt övi, tengeri halfaj, amely a korallzátonyok melletti homokos tengerfenéket kedveli. Általában 1-2 méteres mélységekben lelhető fel. Néha a kövek közé vagy a tengeri növényzet közé is behúzódik.